# Melania Mazzucco
 (novembre 2017).
Si vous disposez d'ouvrages ou d'articles de référence ou si vous connaissez des sites web de qualité traitant du thème abordé ici, merci de compléter l'article en donnant les références utiles à sa vérifiabilité et en les liant à la section « Notes et références ».
Pour les articles homonymes, voir Mazzucco.
Melania Gaia Mazzucco (née en 1966 à Rome - ) est une écrivaine italienne contemporaine.

## Biographie
Melania Mazzucco naît à Rome, en Italie, en 1966. Elle est diplômée de lettres à l'université de Rome, puis de cinéma. Devenue écrivaine, elle voyage durant une partie de son temps. En parallèle de l'écriture de livres, elle travaille pour la radio, le théâtre et le cinéma. Elle est également une spécialiste de l’œuvre du peintre de la Renaissance Le Tintoret, sur lequel elle a réalisé une biographie et participé à une exposition à Rome. Dans son roman La villa de l'architecte (L'archittetrice), elle met en scène le personnage de Plautilla Bricci, considérée comme probablement la première femme à faire le métier d'architecte en Occident.

## Œuvres
Melania Mazzucco est l'autrice de plusieurs romans :
- Il bacio della medusa - (1996) ;
- La camera di Baltus - (1998) ;
- Lei così amata - (2000), prix Napoli ; Traduction française de Philippe Di Meo : Elle, tant aimée, Flammarion, 2006)
- Vita (2003), prix Strega. Traduction française par Philippe Giraudon : Vita, Flammarion, 2004)
- Un giorno perfetto - (2005) Traduction française de Philippe Di Meo : Un jour parfait, Flammarion, 2009. Le livre a été adapté au cinéma, en 2008, par Ferzan Özpetek sous le même titre Un giorno perfetto.
- Un giorno da cani - (2007)
- La lunga attesa dell'angelo - (2008) ; Vie du peintre vénitien Le Tintoret (Tintoretto). Traduction française de Dominique Vittoz : La longue attente de l'ange, Flammarion, 2013.
- La storia di Re Lear - (2011)
- Limbo - (2012) Traduction française de Dominique Vittoz, Limbes, Flammarion, 2014
- Il bassotto e la regina - (2012)
- Sei come sei - (2013)
- Io sono con te. Storia di Brigitte - (2016)
- L'archittetrice - (2019)[3]

## Hommages et récompenses
- 2003 : prix Strega pour Vita[2]